# Starší sestra
Starší sestra (francouzsky: La Soeur aînée, anglicky: The Elder Sister) je obraz z roku 1869. Jeho autorem je francouzský umělec William-Adolphe Bouguereau.
Obraz byl v roce 1992 předán do Muzea výtvarných umění v Houstonu jako anonymní dar. Podle informací na webových stránkách muzea šlo o dar od neznámé ženy na památku jejího otce. Od té doby se obraz Starší sestra nachází v hlavní expozici v oddělení evropského umění a je jedním z nejznámějších exponátů muzea.
Na pozadí venkovské krajiny je zobrazena dívka (starší sestra), sedící na skále a držící spící dítě (mladšího bratra). Malíři pózovali jeho dcera Henrietta a jeho syn Paul. Dokonalé rysy tváře dívky, její pohled mířící přímo kupředu, umístění nohou a rukou, bilance barev a kompozice, pozornost k detailům — to vše je charakteristické pro akademický styl Bouguereau, který byl považován za jednoho z nejznámějších evropských malířů–realistů své doby.
Velikost obrazu je 130,2×97,2 cm, velikost rámu pak 171,5×139,7×14 cm.